# نگهبانان (فیلم ۲۰۱۷ روسی)
نگهبانان (روسی: Защитники) فیلمی در ژانر فانتزی، علمی–تخیلی و ابرقهرمانی به کارگردانی ساریک آندرئاسیان است که از سوی توربوفیلمز در سال ۲۰۱۷ منتشر شد.

## خلاصه داستان
در طول جنگ سرد، یک سازمان مخفی موسوم به «میهن پرست» تیمی از ابرقهرمانان اتحاد جماهیر شوروی را جمع‌آوری می‌کند و باعث تغییر و تقویت [DNA] بسیاری از افراد منتخب در سرزمین دولت سابق می‌شود تا از سرزمین مادری در برابر تهدیدات فوق بشری دفاع کند. این تیم نمایندگان ملیت‌های مختلف اتحاد جماهیر شوروی را شامل می‌شود. آرسنی (اورسوس) می‌تواند به یک مرد خرسی بزرگ و فوق‌العاده قوی تبدیل شود. تمیرخان (خان) دارای سرعت بسیار بالا و دارای یک جفت شمشیر خمیده‌است. لرنیک (لر) توانایی کنترل زمین و سنگ را دارد و زنیا، قدرت نامرئی دارد و می‌تواند بدن خود را به آب تبدیل کند.